# Joris van Gool
Joris van Gool (* 4. April 1998 in Tilburg) ist ein niederländischer Leichtathlet, der sich auf den Sprint spezialisiert hat.

## Sportliche Laufbahn
Erste internationale Erfahrungen sammelte Joris van Gool im Jahr 2013, als er beim Europäischen Olympischen Jugendfestival (EYOF) in Utrecht im 100-Meter-Lauf in 10,85 s den vierten Platz belegte und mit der niederländischen 4-mal-100-Meter-Staffel in 42,67 s die Bronzemedaille gewann. 2016 nahm er über 100 Meter an den U20-Weltmeisterschaften in Bydgoszcz teil, scheiterte dort aber mit 10,69 s in der ersten Runde. Im Jahr darauf erreichte er bei den U20-Europameisterschaften in Grosseto das Halbfinale und schied dort mit 11,03 s aus. 2018 qualifizierte er sich erstmals für die Europameisterschaften in Berlin, bei denen er mit 10,52 s im Vorlauf ausschied. Im Jahr darauf gewann er bei den Halleneuropameisterschaften in Glasgow in 6,62 s die Bronzemedaille im 60-Meter-Lauf hinter dem Slowaken Ján Volko und Emre Zafer Barnes aus der Türkei. Anschließend gewann er auch bei den U23-Europameisterschaften in Gävle in 10,27 s die Bronzemedaille über 100 Meter hinter dem Schweden Henrik Larsson und Oliver Bromby aus dem Vereinigten Königreich, während er mit der Staffel im Finale nicht das Ziel erreichte. Mit der niederländischen Staffel nahm er im Spätsommer auch an den Weltmeisterschaften in Doha teil, bei denen sie im Finale disqualifiziert wurde. 2021 startete er in die Hallensaison mit neuem Hallenrekord von 6,58 s in Dortmund und galt damit als Medaillenkandidat für die Halleneuropameisterschaften in Toruń, wurde dort aber bereits im Vorlauf wegen eines Fehlstarts disqualifiziert. Anfang Mai erreichte er bei den World Athletics Relays im polnischen Chorzów das Finale mit der 4-mal-100-Meter-Staffel, konnte das Rennen dort aber nicht beenden. Anschließen startete er mit der Staffel bei den Olympischen Sommerspielen in Tokio und schied dort im Vorlauf aus.
2022 verpasste er bei den Weltmeisterschaften in Eugene mit 39,07 s den Finaleinzug in der 4-mal-100-Meter-Staffel und anschließend schied er bei den Europameisterschaften in München mit 10,45 s im Vorlauf über 100 Meter aus und belegte im Staffelbewerb in 38,25 s den vierten Platz. Im Jahr darauf kam er bei den Halleneuropameisterschaften in Istanbul mit 6,72 s nicht über die Vorrunde über 60 Meter hinaus.
2020 wurde van Gool niederländischer Meister im 100-Meter-Lauf sowie von 2019 bis 2022 Hallenmeister über 60 Meter.

## Persönliche Bestleistungen
- 100 Meter: 10,16 s (+2,0 m/s), 30. Juni 2019 in La Chaux-de-Fonds
  - 60 Meter (Halle): 6,58 s, 7. Februar 2021 in Dortmund (niederländischer Rekord)
- 200 Meter: 20,76 s (+0,3 m/s), 24. August 2022 in Stettin